# Swjatlana Piraschenka
Swjatlana Aljaksandrauna Piraschenka (belarussisch Святлана Аляксандраўна Піражэнка; * 12. September 1992 in Minsk) ist eine ehemalige belarussische Tennisspielerin.

## Karriere
Piraschenka, die mit sieben Jahren das Tennisspielen begann, spielte hauptsächlich auf Turnieren des ITF Women’s Circuit, bei denen sie vier Einzel- und 20 Doppeltitel gewonnen hat. Ihre besten Weltranglistenpositionen erreichte sie mit den Plätzen 371 im Einzel und 253 im Doppel jeweils im Jahr 2014.
Sie spielte ihr erstes ITF-Turnier im September 2007 in Minsk und konnte im März 2008 an gleicher Stelle ihren ersten Einzelsieg verbuchen. 2010 erreichte sie über die Qualifikation erstmals die Hauptrunde eines $50.000-Turniers; in Chanty-Mansijsk scheiterte sie in der ersten Runde mit 6:1, 3:6 und 5:7 an der Serbin Aleksandra Krunić.
Im Februar 2014 konnte sie dann in Antalya ihren ersten ITF-Turniersieg erringen. Im Juli 2014 erreichte sie als Qualifikantin die zweite Runde des President’s Cup in Astana, in der sie gegen die topgesetzte Anna-Lena Friedsam knapp mit 1:6, 6:4 und 6:74 verlor.
Im Doppel erreichte sie neben den 19 Turniersiegen bei $10.000- bzw. $15.000-Turnieren an der Seite von Sofia Shapatava das Viertelfinale des mit 100.000 Dollar dotierten President’s Cup 2011. 2012 beim mit $50.000-Turnier in Limoges und 2013 in Sankt Petersburg stand sie jeweils im Halbfinale. Im Doppel trat sie auch zweimal bei Turnieren der WTA Tour an; mit ihrer Partnerin überstand sie aber weder 2014 bei den Nürnberger Gastein Ladies noch 2015 beim Nürnberger Versicherungscup die erste Runde.

## Turniersiege

### Einzel
| Nr. | Datum              | Turnier  | Kategorie   | Belag             | Finalgegnerin  | Ergebnis      |
| --- | ------------------ | -------- | ----------- | ----------------- | -------------- | ------------- |
| 1.  | 2. Februar 2014    | Antalya  | ITF $10.000 | Sand              | Jasmina Tinjić | 6:3, 6:1      |
| 2.  | 18. September 2016 | Hammamet | ITF $10.000 | Sand              | Sofía Luini    | 6:1, 6:0      |
| 3.  | 30. September 2017 | Kiew     | ITF $15.000 | Sand              | Olga Ianchuk   | 6:4, 6:4      |
| 4.  | 4. November 2017   | Petingen | ITF $15.000 | Hartplatz (Halle) | Chayenne Ewijk | 6:2, 4:6, 6:0 |

### Doppel
| Nr. | Datum              | Turnier       | Kategorie   | Belag     | Partnerin                  | Finalgegnerinnen                                | Ergebnis          |
| --- | ------------------ | ------------- | ----------- | --------- | -------------------------- | ----------------------------------------------- | ----------------- |
| 1.  | 20. Juni 2010      | Alkmaar       | ITF $10.000 | Sand      | Anna Arina Marenko         | Elyne Boeykens Monika Wejnert                   | 6:3, 6:1          |
| 2.  | 5. Oktober 2012    | Antalya       | ITF $10.000 | Sand      | Jelisaweta Jantschuk       | Anais Laurendon Kateřina Vaňková                | 7:60, 2:6, [10:7] |
| 3.  | 8. Dezember 2012   | Antalya       | ITF $10.000 | Sand      | Julija Kalabina            | Manon Arcangioli Laëtitia Sarrazin              | 6:3, 7:5          |
| 4.  | 25. Mai 2013       | Marathon      | ITF $10.000 | Hartplatz | Gabriela van de Graaf      | Eleni Kordolaimi Despoina Vogasari              | 1:6, 7:5, [10:7]  |
| 5.  | 24. August 2013    | Enschede      | ITF $10.000 | Sand      | Bernarda Pera              | Anna Katalina Esmurtsajewa Rosalie van der Hoek | 6:2, 6:1          |
| 6.  | 2. Februar 2014    | Antalya       | ITF $10.000 | Sand      | Aljona Sotnykowa           | Irina Maria Bara Diana Buzean                   | 7:5, 1:6, [10:7]  |
| 7.  | 22. März 2014      | Ponta Delgada | ITF $10.000 | Hartplatz | Elise Mertens              | Tereza Máliková Pernilla Mendesová              | 6:1, 6:2          |
| 8.  | 13. Juni 2014      | Minsk         | ITF $10.000 | Sand      | Lidsija Marosawa           | Anna Smolina Ljubow Wassiljewa                  | 6:1, 6:3          |
| 9.  | 28. Juni 2014      | Breda         | ITF $15.000 | Sand      | Natela Dsalamidse          | Demi Schuurs Eva Wacanno                        | 6:4, 6:1          |
| 10. | 13. März 2015      | Antalya       | ITF $10.000 | Sand      | Cornelia Lister            | Kim-Alice Grajdek Lenka Juriková                | 7:66, 6:4         |
| 11. | 28. Juni 2015      | Breda         | ITF $15.000 | Sand      | Aljona Sotnykowa           | Barbara Haas Pia König                          | 6:3, 6:1          |
| 12. | 20. Februar 2016   | Hammamet      | ITF $10.000 | Sand      | Petra Januskova            | Despina Papamichail Chantal Škamlová            | 6:3, 6:1          |
| 13. | 22. April 2016     | Schymkent     | ITF $10.000 | Sand      | Ilona Kremen               | Anastassija Frolowa Kamila Kerimbajewa          | 4:6, 7:64, [10:8] |
| 14. | 29. April 2016     | Schymkent     | ITF $10.000 | Sand      | Ilona Kremen               | Anastassija Frolowa Kamila Kerimbajewa          | 6:3, 6:4          |
| 15. | 25. Juni 2016      | Breda         | ITF $10.000 | Sand      | Valentini Grammatikopoulou | Dasha Ivanova Petra Krejsová                    | 7:66, 6:4         |
| 16. | 24. September 2016 | Hammamet      | ITF $10.000 | Sand      | Catherine Chantraine       | Cristina Adamescu Karin Kennel                  | 6:4, 7:5          |
| 17. | 9. Dezember 2016   | Solapur       | ITF $10.000 | Hartplatz | Anastassija Gassanowa      | Ola Abou Zekry Anastassija Pribylowa            | 6:4, 7:5          |
| 18. | 25. November 2017  | Antalya       | ITF $15.000 | Sand      | Maryna Tschernyschowa      | Dia Ewtimowa Réka Luca Jani                     | 6:4, 6:1          |
| 19. | 2. März 2018       | Solarino      | ITF $15.000 | Teppich   | Quinn Gleason              | Anna Klasen Romy Kölzer                         | 6:4, 6:4          |
| 20. | 25. August 2018    | Rotterdam     | ITF $15.000 | Sand      | Suzan Lamens               | Dewi Dijkman Isabelle Haverlag                  | 6:3, 4:6, [10:5]  |